# Fazio Cardano
Fazio Cardano (1444 – 28 de agosto de 1524) foi um jurista e matemático italiano. Estudou com profundidade a perspectiva.  Cardano foi professor da Universidade de Pavia, e foi devotado à ciência do hermeticismo e ao mundo do ocultismo. Foi um amigo de Leonardo da Vinci.
Foi dito que Cardano estava sempre em companhia de um espírito familiar que falava com ele. Isto pode ser um rumor originado de um hábito de falar consigo mesmo.
Fazio Cardano foi pai de Girolamo Cardano.